# Agrilus atricornis
Agrilus atricornis är en skalbaggsart som beskrevs av Fisher 1928. Agrilus atricornis ingår i släktet Agrilus och familjen praktbaggar. Inga underarter finns listade i Catalogue of Life.